# Wahlkreis Busto Arsizio (Camera dei deputati)
Der Wahlkreis Busto Arsizio war von 1993 bis 2005 und ist seit 2017 wieder ein Wahlkreis (italienisch collegio elettorale) für die Wahl der Abgeordnetenkammer.

## Von 1993 bis 2005

### Wahlkreisgebiet
Der Wahlkreis umfasste 6 Gemeinden (Busto Arsizio, Castellanza, Ferno, Lonate Pozzolo, Samarate und Vizzola Ticino).

### Wahlergebnisse

#### Parlamentswahl 1994

##### Direktstimmen
| Kandidaten               | Kandidaten                 | Parteien                                 | Stimmen | %    |
| ------------------------ | -------------------------- | ---------------------------------------- | ------- | ---- |
|                          | Marco Fabio Sartorigewählt | Polo delle Libertà (FI – LN – CCD – UdC) | 59.481  | 64,1 |
|                          | Rosalia Carla Bandera      | Progressisti                             | 14.735  | 15,9 |
|                          | Paolo Della Vedova         | Patto per l’Italia                       | 10.414  | 11,2 |
|                          | Maurizio Antonio Dominici  | Alleanza Nazionale                       | 5.173   | 5,6  |
|                          | Roberto Consti             | Lista Marco Pannella – Riformatori       | 2.994   | 3,2  |
| Gesamt                   | Gesamt                     | Gesamt                                   | 92.797  | 100  |
|                          |                            |                                          |         |      |
| Ungültige Stimmen        | Ungültige Stimmen          | Ungültige Stimmen                        | 4.359   | 4,5  |
| Wähler                   | Wähler                     | Wähler                                   | 97.156  | 92,0 |
| Wahlberechtigte          | Wahlberechtigte            | Wahlberechtigte                          | 105.550 |      |
|                          |                            |                                          |         |      |
| Quelle: Innenministerium |                            |                                          |         |      |

##### Listenstimmen
| Parteien                             | Parteien             | Parteien                           | Stimmen | %    |
| ------------------------------------ | -------------------- | ---------------------------------- | ------- | ---- |
|                                      | Polo delle Libertà   | Lega Nord                          | 29.320  | 31,3 |
| Forza Italia                         | Polo delle Libertà   | 25.672                             | 27,4    |      |
| ↳ Gesamt                             | Polo delle Libertà   | 54.992                             | 58,7    |      |
|                                      | Progressisti         | Partito Democratico della Sinistra | 8.543   | 9,1  |
| Partito della Rifondazione Comunista | Progressisti         | 3.558                              | 3,8     |      |
| Federazione dei Verdi                | Progressisti         | 2.320                              | 2,5     |      |
| La Rete                              | Progressisti         | 909                                | 1,0     |      |
| Partito Socialista Italiano          | Progressisti         | 680                                | 0,7     |      |
| ↳ Gesamt                             | Progressisti         | 16.010                             | 17,1    |      |
|                                      | Patto per l’Italia   | Partito Popolare Italiano          | 8.463   | 9,0  |
| Patto Segni                          | Patto per l’Italia   | 4.204                              | 4,5     |      |
| ↳ Gesamt                             | Patto per l’Italia   | 12.667                             | 13,5    |      |
|                                      | Alleanza Nazionale   | Alleanza Nazionale                 | 4.719   | 5,0  |
|                                      | Lista Marco Pannella | Lista Marco Pannella               | 3.206   | 3,4  |
|                                      | Lega Alpina Lumbarda | Lega Alpina Lumbarda               | 2.099   | 2,2  |
| Gesamt                               | Gesamt               | Gesamt                             | 93.693  | 100  |
|                                      |                      |                                    |         |      |
| Ungültige Stimmen                    | Ungültige Stimmen    | Ungültige Stimmen                  | 3.463   | 3,6  |
| Wähler                               | Wähler               | Wähler                             | 97.156  | 92,0 |
| Wahlberechtigte                      | Wahlberechtigte      | Wahlberechtigte                    | 105.550 |      |
|                                      |                      |                                    |         |      |
| Quelle: Innenministerium             |                      |                                    |         |      |

#### Parlamentswahl 1996

##### Direktstimmen
| Kandidaten               | Kandidaten                  | Parteien            | Stimmen | %    |
| ------------------------ | --------------------------- | ------------------- | ------- | ---- |
|                          | Renzo Tosolinigewählt       | Polo per le Libertà | 33.264  | 37,1 |
|                          | Marco Fabio Sartori         | Lega Nord           | 31.261  | 34,9 |
|                          | Walter Maria Picco Bellazzi | L’Ulivo             | 25.154  | 28,0 |
| Gesamt                   | Gesamt                      | Gesamt              | 89.679  | 100  |
|                          |                             |                     |         |      |
| Ungültige Stimmen        | Ungültige Stimmen           | Ungültige Stimmen   | 5.157   | 5,4  |
| Wähler                   | Wähler                      | Wähler              | 94.836  | 89,3 |
| Wahlberechtigte          | Wahlberechtigte             | Wahlberechtigte     | 106.223 |      |
|                          |                             |                     |         |      |
| Quelle: Innenministerium |                             |                     |         |      |

##### Listenstimmen
| Parteien                                          | Parteien                             | Parteien                             | Stimmen | %    |
| ------------------------------------------------- | ------------------------------------ | ------------------------------------ | ------- | ---- |
|                                                   | Polo per le Libertà                  | Forza Italia                         | 22.434  | 24,8 |
| Alleanza Nazionale                                | Polo per le Libertà                  | 7.883                                | 8,7     |      |
| CCD – CDU                                         | Polo per le Libertà                  | 3.930                                | 4,3     |      |
| ↳ Gesamt                                          | Polo per le Libertà                  | 34.247                               | 37,9    |      |
|                                                   | Lega Nord                            | Lega Nord                            | 29.427  | 32,5 |
|                                                   | L’Ulivo                              | Partito Democratico della Sinistra   | 8.977   | 9,9  |
| Popolari per Prodi (PPI – SVP – PRI – UD – Prodi) | L’Ulivo                              | 4.834                                | 5,3     |      |
| Rinnovamento Italiano                             | L’Ulivo                              | 3.054                                | 3,4     |      |
| Federazione dei Verdi                             | L’Ulivo                              | 2.453                                | 2,7     |      |
| ↳ Gesamt                                          | L’Ulivo                              | 19.318                               | 21,4    |      |
|                                                   | Partito della Rifondazione Comunista | Partito della Rifondazione Comunista | 5.037   | 5,6  |
|                                                   | Lista Pannella – Sgarbi              | Lista Pannella – Sgarbi              | 1.983   | 2,2  |
|                                                   | Fiamma Tricolore                     | Fiamma Tricolore                     | 397     | 0,4  |
| Gesamt                                            | Gesamt                               | Gesamt                               | 90.409  | 100  |
|                                                   |                                      |                                      |         |      |
| Ungültige Stimmen                                 | Ungültige Stimmen                    | Ungültige Stimmen                    | 4.429   | 4,7  |
| Wähler                                            | Wähler                               | Wähler                               | 94.838  | 89,3 |
| Wahlberechtigte                                   | Wahlberechtigte                      | Wahlberechtigte                      | 106.223 |      |
|                                                   |                                      |                                      |         |      |
| Quelle: Innenministerium                          |                                      |                                      |         |      |

#### Parlamentswahl 2001

##### Direktstimmen
| Kandidaten               | Kandidaten                   | Parteien           | Stimmen | %    |
| ------------------------ | ---------------------------- | ------------------ | ------- | ---- |
|                          | Luca Giuseppe Volontégewählt | Casa delle Libertà | 50.648  | 58,5 |
|                          | Renato Pagnan                | L’Ulivo            | 27.686  | 32,0 |
|                          | Mariella Vodola              | Lista Di Pietro    | 4.631   | 5,4  |
|                          | Paolo Pietro Cesare Caccia   | Democrazia Europea | 3.586   | 4,1  |
| Gesamt                   | Gesamt                       | Gesamt             | 86.551  | 100  |
|                          |                              |                    |         |      |
| Ungültige Stimmen        | Ungültige Stimmen            | Ungültige Stimmen  | 6.050   | 6,5  |
| Wähler                   | Wähler                       | Wähler             | 92.601  | 86,8 |
| Wahlberechtigte          | Wahlberechtigte              | Wahlberechtigte    | 106.725 |      |
|                          |                              |                    |         |      |
| Quelle: Innenministerium |                              |                    |         |      |

##### Listenstimmen
| Parteien                       | Parteien                             | Parteien                               | Stimmen | %    |
| ------------------------------ | ------------------------------------ | -------------------------------------- | ------- | ---- |
|                                | Casa delle Libertà                   | Forza Italia                           | 32.048  | 36,5 |
| Lega Nord                      | Casa delle Libertà                   | 13.313                                 | 15,2    |      |
| Alleanza Nazionale             | Casa delle Libertà                   | 6.856                                  | 7,8     |      |
| CCD – CDU                      | Casa delle Libertà                   | 1.492                                  | 1,7     |      |
| Nuovo PSI                      | Casa delle Libertà                   | 356                                    | 0,4     |      |
| ↳ Gesamt                       | Casa delle Libertà                   | 54.065                                 | 61,6    |      |
|                                | L’Ulivo                              | La Margherita (Dem – PPI – RI – Udeur) | 12.124  | 13,8 |
| Democratici di Sinistra        | L’Ulivo                              | 6.110                                  | 7,0     |      |
| Partito dei Comunisti Italiani | L’Ulivo                              | 1.443                                  | 1,6     |      |
| Il Girasole (FdV – SDI)        | L’Ulivo                              | 1.425                                  | 1,6     |      |
| ↳ Gesamt                       | L’Ulivo                              | 21.102                                 | 24,0    |      |
|                                | Partito della Rifondazione Comunista | Partito della Rifondazione Comunista   | 3.684   | 4,2  |
|                                | Lista Di Pietro                      | Lista Di Pietro                        | 3.507   | 4,0  |
|                                | Lista Emma Bonino                    | Lista Emma Bonino                      | 2.309   | 2,6  |
|                                | Democrazia Europea                   | Democrazia Europea                     | 1.682   | 1,9  |
|                                | Partito Pensionati                   | Partito Pensionati                     | 835     | 1,0  |
|                                | Fiamma Tricolore                     | Fiamma Tricolore                       | 395     | 0,4  |
|                                | Basta! – I Liberaldemocratici        | Basta! – I Liberaldemocratici          | 187     | 0,2  |
|                                | Abolizione Scorporo                  | Abolizione Scorporo                    | 35      | 0,0  |
| Gesamt                         | Gesamt                               | Gesamt                                 | 87.801  | 100  |
|                                |                                      |                                        |         |      |
| Ungültige Stimmen              | Ungültige Stimmen                    | Ungültige Stimmen                      | 4.800   | 5,2  |
| Wähler                         | Wähler                               | Wähler                                 | 92.601  | 86,8 |
| Wahlberechtigte                | Wahlberechtigte                      | Wahlberechtigte                        | 106.725 |      |
|                                |                                      |                                        |         |      |
| Quelle: Innenministerium       |                                      |                                        |         |      |

## Von 2017 bis 2020

### Wahlkreisgebiet
Der Wahlkreis umfasste 20 Gemeinden der Provinz Varese (Busto Arsizio, Cardano al Campo, Caronno Pertusella, Castellanza, Cislago, Fagnano Olona, Ferno, Gerenzano, Gorla Maggiore, Gorla Minore, Lonate Pozzolo, Marnate, Olgiate Olona, Origgio, Samarate, Saronno, Solbiate Olona, Somma Lombardo, Uboldo und Vizzola Ticino).

### Wahlergebnisse

#### Parlamentswahl 2018
| Kandidaten               | Kandidaten                    | Stimmen | %    | Listen                                      | Stimmen | %    |
| ------------------------ | ----------------------------- | ------- | ---- | ------------------------------------------- | ------- | ---- |
|                          | Leonardo Tarantinogewählt     | 85.659  | 47,7 | Lega                                        | 50.889  | 28,3 |
| Forza Italia             | Leonardo Tarantinogewählt     | 85.659  | 47,7 | 26.042                                      | 14,5    |      |
| Fratelli d’Italia        | Leonardo Tarantinogewählt     | 85.659  | 47,7 | 6.963                                       | 3,9     |      |
| Noi con l’Italia – UDC   | Leonardo Tarantinogewählt     | 85.659  | 47,7 | 1.765                                       | 1,0     |      |
|                          | Monica Gliera                 | 42.729  | 23,8 | Movimento 5 Stelle                          | 42.729  | 23,8 |
|                          | Valerio Mariani               | 40.569  | 22,6 | Partito Democratico                         | 34.136  | 19,0 |
| +Europa                  | Valerio Mariani               | 40.569  | 22,6 | 5.057                                       | 2,8     |      |
| Italia Europa Insieme    | Valerio Mariani               | 40.569  | 22,6 | 801                                         | 0,4     |      |
| Civica Popolare          | Valerio Mariani               | 40.569  | 22,6 | 575                                         | 0,3     |      |
|                          | Federico Simonelli            | 4.313   | 2,4  | Liberi e Uguali                             | 4.313   | 2,4  |
|                          | Federico Palermo              | 1.989   | 1,1  | CasaPound Italia                            | 1.989   | 1,1  |
|                          | Antonio Leva                  | 1.203   | 0,7  | Il Popolo della Famiglia                    | 1.203   | 0,7  |
|                          | Mauro Negri                   | 1.048   | 0,6  | Potere al Popolo!                           | 1.048   | 0,6  |
|                          | Matteo Sommaruga              | 799     | 0,4  | Grande Nord                                 | 799     | 0,4  |
|                          | Riccardo Del Nonno            | 422     | 0,2  | 10 Volte Meglio                             | 422     | 0,2  |
|                          | Bruna Luigia Soin             | 365     | 0,2  | Per una Sinistra Rivoluzionaria (SCR – PCL) | 365     | 0,2  |
|                          | Silvana Gerda Dorothea Becker | 226     | 0,1  | Partito Valore Umano                        | 226     | 0,1  |
|                          | Manuela Carella               | 126     | 0,1  | Partito Repubblicano Italiano – ALA         | 126     | 0,1  |
|                          | Sara Shalby                   | 103     | 0,1  | Blocco Nazionale per le Libertà             | 103     | 0,1  |
| Gesamt                   | Gesamt                        | 179.551 | 100  |                                             | 179.551 | 100  |
|                          |                               |         |      |                                             |         |      |
| Ungültige Stimmen        | Ungültige Stimmen             | 5.192   | 2,8  |                                             |         |      |
| Wähler                   | Wähler                        | 184.743 | 76,4 |                                             |         |      |
| Wahlberechtigte          | Wahlberechtigte               | 241.809 |      |                                             |         |      |
|                          |                               |         |      |                                             |         |      |
| Quelle: Innenministerium |                               |         |      |                                             |         |      |

## Seit 2020

### Wahlkreisgebiet
| Wahlkreise – Camera dei deputati – Lombardei | Wahlkreise – Camera dei deputati – Lombardei | Wahlkreise – Camera dei deputati – Lombardei |
| Provinz                                      | Provinz                                      | Gemeinden nach Provinzen ⮞ Wahlkreis |
| -------------------------------------------- | -------------------------------------------- | --- |
|                                              | Metropolitanstadt Mailand (133 Gemeinden)    | ↳ Lombardei 1: Teil Mailands ⮞ Wahlkreis Mailand – Bande Nere Teil Mailands ⮞ Wahlkreis Mailand – Buenos Aires – Venezia Teil Mailands ⮞ Wahlkreis Mailand – Loreto 40 ⮞ Wahlkreis Rozzano 31 ⮞ Wahlkreis Legnano 33 ⮞ Wahlkreis Cologno Monzese 17 ⮞ Wahlkreis Sesto San Giovanni ↳ Lombardei 4: 11 ⮞ Wahlkreis Lodi |
|                                              | Provinz Bergamo (243 Gemeinden)              | ↳ Lombardei 2: 36 ⮞ Wahlkreis Lecco ↳ Lombardei 3: 117 ⮞ Wahlkreis Bergamo 90 ⮞ Wahlkreis Treviglio |
|                                              | Provinz Brescia (205 Gemeinden)              | ↳ Lombardei 3: 37 ⮞ Wahlkreis Brescia 46 ⮞ Wahlkreis Desenzano del Garda 112 ⮞ Wahlkreis Lumezzane ↳ Lombardei 4: 10 ⮞ Wahlkreis Cremona |
|                                              | Provinz Como (148 Gemeinden)                 | 66 ⮞ Wahlkreis Como 82 ⮞ Wahlkreis Sondrio |
|                                              | Provinz Cremona (113 Gemeinden)              | alle ⮞ Wahlkreis Cremona |
|                                              | Provinz Lecco (84 Gemeinden)                 | alle ⮞ Wahlkreis Lecco |
|                                              | Provinz Lodi (60 Gemeinden)                  | alle ⮞ Wahlkreis Lodi |
|                                              | Provinz Mantua (64 Gemeinden)                | alle ⮞ Wahlkreis Mantua |
|                                              | Provinz Monza und Brianza (55 Gemeinden)     | 30 ⮞ Wahlkreis Monza 25 ⮞ Wahlkreis Seregno |
|                                              | Provinz Pavia (186 Gemeinden)                | 157 ⮞ Wahlkreis Pavia 29 ⮞ Wahlkreis Lodi |
|                                              | Provinz Sondrio (77 Gemeinden)               | alle ⮞ Wahlkreis Sondrio |
|                                              | Provinz Varese (138 Gemeinden)               | 101 ⮞ Wahlkreis Varese 37 ⮞ Wahlkreis Busto Arsizio |

Der Wahlkreis umfasst 37 Gemeinden der Provinz Varese.

### Wahlergebnisse

#### Parlamentswahl 2022
| Kandidaten                          | Kandidaten              | Stimmen | %    | Listen                                                  | Stimmen | %    |
| ----------------------------------- | ----------------------- | ------- | ---- | ------------------------------------------------------- | ------- | ---- |
|                                     | Stefano Candianigewählt | 127.101 | 53,4 | Fratelli d’Italia                                       | 70.483  | 29,6 |
| Lega per Salvini Premier            | Stefano Candianigewählt | 127.101 | 53,4 | 34.752                                                  | 14,6    |      |
| Forza Italia                        | Stefano Candianigewählt | 127.101 | 53,4 | 19.072                                                  | 8,0     |      |
| Noi Moderati                        | Stefano Candianigewählt | 127.101 | 53,4 | 2.794                                                   | 1,2     |      |
|                                     | Federica Gasbarro       | 55.883  | 23,5 | Partito Democratico – Italia Democratica e Progressista | 38.249  | 16,1 |
| +Europa                             | Federica Gasbarro       | 55.883  | 23,5 | 8.590                                                   | 3,6     |      |
| Alleanza Verdi e Sinistra           | Federica Gasbarro       | 55.883  | 23,5 | 8.084                                                   | 3,4     |      |
| Impegno Civico – Centro Democratico | Federica Gasbarro       | 55.883  | 23,5 | 960                                                     | 0,4     |      |
|                                     | Gianluigi Farioli       | 24.310  | 10,2 | Azione – Italia Viva                                    | 24.310  | 10,2 |
|                                     | Vittorio Salvo          | 18.668  | 7,8  | Movimento 5 Stelle                                      | 18.668  | 7,8  |
|                                     | Tiziano Fracchia        | 5.089   | 2,1  | Italexit per l’Italia                                   | 5.089   | 2,1  |
|                                     | Rossano Ferrazzano      | 2.744   | 1,2  | Italia Sovrana e Popolare                               | 2.744   | 1,2  |
|                                     | Antonio Cuomo           | 2.137   | 0,9  | Unione Popolare                                         | 2.137   | 0,9  |
|                                     | Marco Bolis             | 1.589   | 0,7  | Vita                                                    | 1.589   | 0,7  |
|                                     | Manuela Motta           | 315     | 0,1  | Noi di Centro – Europeisti                              | 315     | 0,1  |
| Gesamt                              | Gesamt                  | 237.836 | 100  |                                                         | 237.836 | 100  |
|                                     |                         |         |      |                                                         |         |      |
| Ungültige Stimmen                   | Ungültige Stimmen       | 9.567   | 3,9  |                                                         |         |      |
| Wähler                              | Wähler                  | 247.403 | 68,0 |                                                         |         |      |
| Wahlberechtigte                     | Wahlberechtigte         | 363.940 |      |                                                         |         |      |
|                                     |                         |         |      |                                                         |         |      |
| Quelle: Innenministerium            |                         |         |      |                                                         |         |      |